# سوفی واواسور
سوفی واواسور (انگلیسی: Sophie Vavasseur؛ زادهٔ ۱۰ مهٔ ۱۹۹۲) بازیگر و مجری اهل ایرلند است.
از فیلم‌ها یا برنامه‌های تلویزیونی که وی در آن نقش داشته‌است، می‌توان به رزیدنت ایول: آخرالزمان، اولین، جین شدن و وایکینگ‌ها اشاره کرد.